# Норвезька мова
Норвезька мова (норв. norsk) — мова з північної підгрупи германських мов, індо-європейської сім'ї мов, якою розмовляють у Норвегії. Норвезькі діалекти разом із шведськими та данськими діалектами утворюють континуум, у якому виникає феномен асиметричної взаємної зрозумілості (люди, які знають норвезьку, легше розуміють мови своїх скандинавських сусідів). Також норвезьку вважають однією з найпростіших мов для вивчення для тих, хто вільно володіє англійською.
Історично норвезька мова найближча до фарерської та ісландської мов. Однак завдяки значному впливу данської мови і деякому впливу шведської, норвезька мова близька також і до цих мов. Сучасніша класифікація розміщує норвезьку мову разом з данською та шведською в групу материкових скандинавських мов, на відміну від острівних скандинавських мов.
Через певну географічну ізоляцію окремих районів Норвегії існують значні розбіжності в лексиці, граматиці й синтаксисі серед діалектів норвезької. Також протягом сторіч письмовою мовою Норвегії була данська, внаслідок цього вони мають схожу орфографію.
Згідно з законодавством й урядовою політикою, у країні є дві офіційні форми норвезької мови — букмол (bokmål, букв. «книжкова мова») та нюношк (nynorsk, букв. «новонорвезька»). Формально кажучи, обидва варіанти письмової мови є еквівалентними та мають рівні права відповідно до Закону про використання мови в державних установах 1980 року. На практиці нюношку віддають перевагу лише близько 10% носіїв цієї мови, хоча більшість місцевих різновидів мови передаються на письмі набагато краще. На це впливають нелінгвістичні проблеми, пов’язані зі сприйняттям обох форм письмової мови самими норвежцями, а також їхнє походження — у той час як букмол, заснований на датській, процвітав переважно в містах, нюношк, який має більш питомо норвезьке походження, пов'язаний переважно з сільською місцевістю. Необхідно зазначити, що це розділення, яке провокувало дискусії в суспільстві, суттєво впливало на норвезьку політику протягом тривалого часу.

## Класифікація
Норвезька — індоєвропейська мова з північної (скандинавської) групи германських мов. У генетичній моделі вона класифікується як західноскандинавська мова. До цієї підгрупи також входять фарерська та ісландська мови, які походять із західних давньоскандинавських діалектів. Більш пізні аналізи, враховуючи тривалий вплив Східної Скандинавії — спочатку данської протягом кількох століть, а пізніше також шведської - постулюють новий поділ північної групи на континентальні мови — у цій групі норвезька, шведська та данська — і острівні мови — ісландська та фарерська. 
Основою для цієї позиції є значна (хоча і асиметрична) взаємна зрозумілість континентальних мов з одного боку та значні відмінності між норвезькою та острівними мовами з іншого. Однак дослідники норвезьких діалектів не погоджуються з ним, засновуючи свою думку на тому факті, що перекласифікація базувалася головним чином на подібності письмових мов, а польові дослідження ніколи не проводилися, щоб визначити, наскільки взаємну зрозумілість демонструють окремі діалекти. Насправді деякі західнонорвезькі діалекти демонструють значний консерватизм як у лексиці, так і в морфології. 

## Етимологія назви
Власна назва мови норвезькою, norsk, походить від «norrœnt», прикметника «nor(ð)rœnn», що спочатку означав «північний». У Західній Скандинавії воно отримало додаткове значення «походить з півночі, пов’язане з північчю» і в багатьох контекстах використовувалося як іменник, звідси додавання вторинного прикметникового закінчення -skr (сучасне -sk, пор. англійське -ish і німецьке - isch). Нова форма nornskr, ймовірно, почала використовуватися в середині XV-го ст., що означає «скандинавський з Норвегії» і є прямим предком сучасної форми. Назва мови норн, спорідненої з норвезькою, також походить від прикметника nor(ð)rœnn, але до нього не було додано афікса.
В українській мові прикметник норвезький походить від назви країни Норвегія, яка, у свою чергу, походить від латинізованої форми Norvegia, відомої в Середньовіччя, що можна тлумачити як «північний шлях».

## Варіанти
Багаторічна влада Данії наклала суттєвий відбиток на письмову мову скоро незалежної Норвегії, створивши два діаметрально протилежні варіанти, які протягом мовного конфлікту не змогли досягти консенсусу та єдності. Букмол можна назвати сильно норвегізованою данською, водночас як нюношк умістив сотні діалектів країни. Ріксмол і хьогношк — це більш консервативні форми букмола та нюношка відповідно. Також існує невдалий проєкт самношку, що мав на меті створити єдиний мовний стандарт з двох.

### Букмол
Букмол використовують приблизно від 85 до 90 відсотків населення Норвегії. Спочатку це був різновид данської мови, яка також була письмовою мовою в Норвегії протягом століть, але яка - особливо в першій половині XX ст. — була поступово норвегізована на основі міської мови середнього класу. Букмол часто поділяють на помірний і радикальний букмол із проміжними формами. Помірний букмол є найпоширенішим варіантом.

### Нюношк
Від 10 до 15 відсотків норвежців (переважно на заході навколо міста Берген) мають нюношк як офіційну форму мови, за оцінками кількості учнів, які відвідують середні школи. Нюношк також викладають як обов’язковий предмет як у середній, так і в середній школі для всіх норвежців, для яких він не є власною формою мови.
З самого початку він наштовхнувся на опір серед тих, хто вважав, що дано-норвезької мови було достатньо. З появою та розвитком засобів масової інформації закріпились позиції стандартів, і позиція букмолу є домінуючою в багатьох ситуаціях. Це може пояснити, чому зберігається негативне ставлення до нюношк, як це видно з багатьма мовами меншин. Це особливо помітно серед студентів, які повинні вивчати обидві офіційні письмові мови. Проте існує багато індивідуальних причин як позитивного, так і негативного ставлення до нюношка. Багато хто стверджує, що обов'язкове вивчення обох мовних форм є непотрібним, і що студентам краще витрачати свій час на вивчення іноземної мови або просто зосередитися на одній з мовних форм.

### Ріксмол
Противники орфографічних реформ, спрямованих на наближення букмолу до нюношка, зберегли назву ріксмол і використовують орфографію та граматику, які передували руху самношк. Ріксмол і консервативні версії букмолу були де-факто стандартною письмовою мовою Норвегії протягом більшої частини XX ст., її використовували великі газети, енциклопедії та значна частина населення столиці, прилеглих районів, а також більша частина літературних кіл. Після реформ 1981 і 2003 років (набули чинності в 2005 році) офіційний букмол можна адаптувати так, щоб він був майже ідентичним сучасному ріксмолу. Відмінності між ріксмолом і букмолом можна порівняти з відмінностями американської та британської англійської.

### Хьогношк
Він має схожу з ріксмолом історію. Хьогношк так само виріс із протидії офіційній політиці впровадження самношку. Реформи з цією метою були проведені в 1938 і 1959 роках. Спочатку цим реформам чинили значний опір, але отриманий стандарт невдовзі став широко прийнятий. Треба відзначити, що хьогношк менш популярний ніж ріксмол.
Основним напрямом хьогношку є бажання зберегти новонорвезьку письмову мову як незалежну, вільну від сильного впливу букмолу, який має сьогоднішній нюношк.

### Самношк
Це письмовий стандарт норвезької мови, який був запропонований між 1930-ми і 1950-ми роками як спосіб подолання розриву між існуючими різновидами. Реформа правопису в 1917 році була проведена під керівництвом короля Гокона VII. На той час це була перша спроба поєднати букмол і нюношк.
Третя реформа, яка відбулася в 1938 році, викликала мовну суперечку 1950-х років. Багато в чому це було пов’язано з тим, що реформа мала ґрунтуватися на народній мові, а не на повсякденному мовленні. Реформа була зустрінута критикою та викликала сильну опозицію серед усіх носіїв мови. Вже у той час самношк став мертвим, а офіційно його поховав Стортинг у 2002 році.

### Різниця між букмолом та нюношком
Лексика
Букмол має великий словниковий запас запозичених слів з данської та інших мов, тоді як нюношк також використовує багато тих самих слів, і водночас також має вдосталь тих, що походять з норвезьких діалектів. Різниці починаються з займенників, як-от «я» буде «jeg»bm. та «eg»nn.. Але варто брати до уваги, що в нюношк паралельно з «eg» співвіснують також більш локальні форми: «e», «ek», «ei», «æ», «je», «jei» тощо. Далі з прикладів: «Норвегія» — «Norge»bm. і «Noreg»nn., «їсти» — «å spise»bm. й «å ete»nn., «різниця» — «forskjell»bm. і «skilnad»nn., «розчарований» — «skuffet»bm. і «vonbroten»nn. тощо.
Граматика
Основна відмінність між букмолом і нюношком полягає в граматиці, зокрема у формі та відмінюванні слів. Букмол дотримується граматичних правил письмової данської мови, тоді як нюношк має власні унікальні правила, засновані на норвезьких діалектах. Наприклад, в букмолі жіночий рід опціональний (по аналогії з данською, де існує спільний і середній роди), водночас як в нюношк він є широко розповсюдженим і активно вживаним.

## Історія

### Дохристиянський період
Як і більшість європейських мов, норвезька походить від протоіндоєвропейської. Коли ранні індоєвропейці поширювалися Європою, вони ізолювалися один від одного, і розвивалися нові мови. У північно-західній Європі розвинулися германські мови, які далі розгалужуються на північногерманські мови, однією з яких є норвезька.
|  | Ісландська |
|  |            |
|  | Фарерська  |
|  |            |
|  | Норвезька  |
|  |            |

|  | Данська  |
|  |          |
|  | Шведська |
|  |          |

|  | Ісландська |
|  |            |
|  | Фарерська  |
|  |            |
|  | Норвезька  |
|  |            |

|  | Данська  |
|  |          |
|  | Шведська |
|  |          |

|  | Ісландська |
|  |            |
|  | Фарерська  |
|  |            |
|  | Норвезька  |
|  |            |

|  | Данська  |
|  |          |
|  | Шведська |
|  |          |

|  | Ісландська |
|  |            |
|  | Фарерська  |
|  |            |
|  | Норвезька  |
|  |            |

|  | Данська  |
|  |          |
|  | Шведська |
|  |          |

|  | Ісландська |
|  |            |
|  | Фарерська  |
|  |            |
|  | Норвезька  |
|  |            |

|  | Данська  |
|  |          |
|  | Шведська |
|  |          |

|  | Ісландська |
|  |            |
|  | Фарерська  |
|  |            |
|  | Норвезька  |
|  |            |

|  | Данська  |
|  |          |
|  | Шведська |
|  |          |

|  | Ісландська |
|  |            |
|  | Фарерська  |
|  |            |
|  | Норвезька  |
|  |            |

|  | Данська  |
|  |          |
|  | Шведська |
|  |          |

|  | Ісландська |
|  |            |
|  | Фарерська  |
|  |            |
|  | Норвезька  |
|  |            |

|  | Данська  |
|  |          |
|  | Шведська |
|  |          |

Вважається, що протоскандинавська мова розвинулася як північний діалект протогерманської мови протягом перших століть н. е. на території сучасної Південної Швеції. Це найдавніша стадія характерної північногерманської мови та мови, засвідченої в написах старшого футарка, найдавнішої форми рунічних алфавітів. Найдавніші висічені на незакріплених об’єктах, тоді як пізніші висічені на спеціальних рунічних каменях. Вони є найстарішою письмовою пам’яткою будь-якої германської мови. Але це була, так би мовити, псевдоабетка, адже руни містили передусім магічне значення, а кожен символ ніс автономне змістове навантаження. У часи вікінгів скандинавські мови поступово диференціюються й виокремлюється давньонорвезька мова, яку на письмі починають передавати молодшим футарком.

### Середньовіччя
Розвій писемності прийшов до Норвегії разом з християнством, досить пізно — в XI ст., коли запозичено латинське письмо. Проте вже у XIV ст. Норвегію охопила пандемія чуми, яка залишила по собі повний занепад королівства (деякі історики говорять про втрату близько ⅔ населення), яке тепер підпало під владу шведської, а згодом данської держав.
Відтоді, від Кальмарської унії, Норвегія починає відлік своєї колоніальної історії під владою Данії. Як наслідок, аж до 1814 року данська мова домінувала в царині політичній, культурно-освітній, економічній тощо. Функціональність норвезької мови зведено до мінімуму. Читаючи данське письмо на власний манір, норвежці виробили своєрідний варіант дано-норвезької, який став асоціюватися з мовою норвезьких аристократичних освічених кіл, передусім столичних, хоч і був нічим іншим, як перекрученою чужою мовою. А в той час, як соціальні низи, периферія, спілкувалися сотнями діалектів, подекуди малозрозумілих центральним регіонам країни з огляду на географічну роздробленість Норвегії.

### Новий час

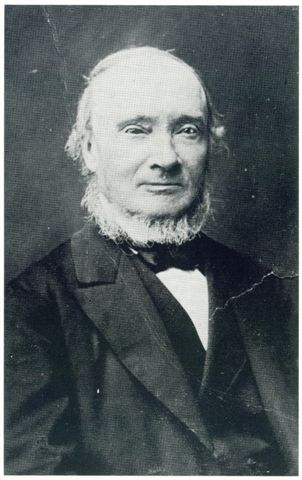
Івар Осен

По здобутті часткової незалежності 1814 р. Норвегія успадкувала цілком хаотичну мовну ситуацію: в столиці панувала дано-норвезька мова, освічена периферія вживала поряд з дано-норвезькою мовою чимало діалектизмів, тоді як простий норвезький селянин узагалі не вмів писати й читати своєю мовою. Науковці Норвегії розділилася на два табори: один із них очолив видатний педагог і мовознавець Кнуд Кнудсен (1812—1895), започаткувавши рух «норвегізації» дано-норвезької мови — модернізації правопису шляхом заміни ряду данських слів специфічними норвезькими, а також упровадження властиво норвезьких граматичних та фонетичних форм. Його ідеї підтримували й широко пропагували класики норвезької літератури — Ю. Лі, А. Х'єлланн, Г. Ібсен, Б. Б'єрнсон.
Геть іншу ідею запропонував Івар Осен. Він вірив у те, що кожна нація має право на власну мову й власну писемність. У 40-х роках XIX століття він об'їхав практично всі регіони Норвегії, вивчив більшість діалектів, розробив на їхній основі (а головно спираючись на західно-норвезький діалект, яким спілкується другий за чисельністю населення регіон Норвегії після південно-східного — ареалу навколо Осло) нову літературну мову, «landsmål» (буквально «сільська мова»). Дано-норвезьку відповідно охрестили «riksmål» («державна мова», «мова королівства»). Однак фактично ландсмол зі своїм питомо норвезьким правописом (фонетичним) безпосередньо не співвідносився з жодним діалектом, адже був синтезом понад ста норвезьких діалектів, а тому йому одразу приклеїли «наліпку» штучності, вигадки, навіть авантюри. 
І хоча цей варіант літературної норвезької мови є набагато ближчий до давньонорвезької мови, аніж дано-норвезький, «освічені кола» мало не одностайно опротестували право ландсмолу на існування, закидаючи йому присмак провінційності й простакуватості. Тож глибока дослідницька робота Осена могла залишитися в історії просто експериментом, якби ландсмол не підхопили письменники. О. Віньє одним із перших обрав саме цей варіант літературної норвезької мови. Також, наприклад, нюношком була заснована газета Сін о Сайн. Віньє вірив у витіснення «державної мови» «сільською мовою», переконуючи у цьому в своїх численних статтях. Тоді як видатний прозаїк та драматург Б. Б'єрнсон не визнавав за ландсмолом права використання на державному рівні.
Наприкінці XIX ст. мовне питання, окрім національного, набирає ще й соціального забарвлення. З ландсмолом асоціювала себе передусім сільська периферія та соціальні низи в містах, а ріксмол був атрибутом елітарних кіл найбільших міст.
Консервативна партія 1884 року на виборах до Стортингу поступилася лібералам. Як наслідок, 1885 р. ландсмол отримує статус другої державної мови в Норвегії. Відповідно до закону 1885 р. в школах діти могли вибирати, яким варіантом мови навчатися, тоді як читати мусили вміти обома. Зважаючи на чималі розбіжності в правописі текстів, у свідомість норвежців поступово закладалася певна анархія правописних норм. Мовне питання знову повисло у повітрі.

### Новітній час
Така ситуація хвилювала державу перспективою низького рівня грамотності нації. У 1907 і 1917 рр. Стортинг провів дві послідовні правописні реформи на зближення обох мовних варіантів, вводячи подвійні форми вживання, написання та відмінювання слів.
А в цей час в інтелектуальних колах, навпаки, визрівала суперечка навколо правописних варіантів норвезької літературної мови. Чи не до особистого рівня доходила вона поміж Нобелівським лауреатом К. Гамсуном та А. Гарборгом, які від теплих дружніх стосунків перейшли до взаємних уїдливих зауважень власне в контексті мовної суперечки. Обидва з початку своєї літературної діяльності орієнтувалися на «норвегізацію» літературної мови, пліч-о-пліч витримуючи нападки консервативної старої гвардії, апологетів «чистого ріксмолу». Проте з часом погляди А. Гарборга еволюціонували в бік радикальних мовних реформ, і він починає писати виключно ландсмолом, тоді як Гамсун поступово ставав його ідейним опонентом. І вже 1918 року він публічно розкритикував реформи радикалізації ріксмолу.
Відповіддю на Гамсунову статтю став лист Гарборга до редакції газети. Коротенька цитата задля ілюстрації гостроти суперечки: 
Він [Гамсун] хоче возсідати як божество на своєму норвезько-данському культурному престолі, бо ж провінційна данська мова — це не просто мова, це абсолютна мова, мова Кнута Гамсуна… Суть же в тому, що норвезька мова впустила глибші корені в норвезьку землицю, аніж Гамсун бажає визнавати…
Держава й далі вела боротьбу за рівноправність та зближення обох варіантів. 1929 р. Стортинг перейменував ландсмол на «нюношк» (новонорвезька мова), а ріксмол на «букмол», стираючи в такий спосіб усі образливі відтінки з самих понять. Орфографічна реформа 1938 р. скоротила кількість подвійних форм у букмолі та новонорвезькій мові, перенісши частину їх у ранг «побічних» форм (так званих «форм у дужках»), маючи на меті скерувати розвиток обох мовних норм до єдиної в далекому майбутньому.
До завершення XX ст. в результаті цілої низки державних ініціатив букмол та нюношк частково наблизилися одна до одної, проте так і не втратили свого самостійного значення, зберігши самобутній колорит.

### Сьогодення
Неофіційна, але широко вживана письмова форма riksmål («державна мова»), вважається консервативнішою, ніж букмол, а неофіційна «høgnorsk» («висока норвезька») — консервативнішою, ніж нюношк. Букмол і riksmål частіше використовують у міських і приміських місцевостях, а нюношк — у сільській, зокрема він розповсюджений в Західній Норвегії. Державне радіо й телебачення в країні йде як букмолом, так і нюношком. Від усіх державних установ вимагається підтримка обох мов.
Близько 82 % норвезьких школярів навчаються букмолом, а 18 % — послідовно обирають нюношк. І цей відсоток упродовж останніх 50 років є переконливо сталим. Одні періодичні видання друкують винятково чистим букмолом, інші новонорвезькою, а ще інші дозволяють собі плутанину букмолу, нюношку та діалектизмів.
Крім того, в апологетів новонорвезької мови, як у кожної меншості, виросло болюче почуття образи. Спроба стерти їхню ідентичність викликає в них моральний опір, що вже глибоко вкоренився в генотипі норвежця — прихильника нюношку. Разом з тим, останнім часом нюношк використовують як аргумент боротьби з напливом емігрантів, котрі не бажають вчити обидві нормі літературної мови.
На сторожі недоторканості обох літературних норм стоять письменники та культурні діячі з обох сторін. Співвідношення друкованої продукції на сьогодні 90:10 на користь букмолу. Кожна з літератур має свої тенденції та напрямки розвитку, свої періоди розквіту та занепаду. На зламі XX—XXI стт. новонорвезьку літературу накреслила на карту світу слава театру абсурду Йона Фоссе, якого західні критики охрестили спадкоємцем Ібсена. Окрім того, кожна література є надзвичайно своєрідною, і це перевага існування фактичної двомовності.
Відповідно, норвезька Вікіпедія існує також у двох варіантах — букмолом та нюношк.

## Фонетика і фонологія
Фонологія норвезької мови нагадує фонологію шведської, але норвезька не має єдиного стандарту вимови. Через значну діалектну фрагментацію та високий престиж регіональних мов усі варіанти вимови вважаються еквівалентними. Норвезька відносно близька до балансу приголосних і голосних, і хоча голосні є відносно стабільними (є невеликі варіації в окремих діалектах), тоді як відмінності в системі приголосних досить значні. В більшості діалектів можна простежити близько 18-ти монофтонгів та 6-ти дифтонгів.

### Голосні

#### Монофтонги
|            | Передні    | Передні  | Передні  | Передні | Середні | Середні | Задні | Задні |
| неогублені | неогублені | огублені | огублені |         | Середні | Середні | Задні | Задні |
| короткі    | довгі      | короткі  | довгі    | короткі | довгі   | короткі | довгі |       |
| ---------- | ---------- | -------- | -------- | ------- | ------- | ------- | ----- | ----- |
| Закриті    | ɪ          | iː       | ʏ        | yː      | ʉ̞       | ʉː      | ʊ     | uː    |
| Середні    | ɛ̝          | eː       | œ        | øː      | ə       |         | ɔ     | o̞ː    |
| Відкриті   | æ          | æː       |          |         |         |         | ɑ     | ɑː    |

Східнонорвезькі голосні

Норвезька мова має дев'ятнадцять голосних звуків. Довжина важлива лише в наголошених складах (довжина, отже, пов’язана з наголосом, тоді як, наприклад, в українській довгі голосні відсутні). Крім того, ненаголошені голосні скорочуються. /ə/ зустрічається лише в ненаголошених складах.
У східних і треннелазьких діалектах з'являється явище вокальної гармонії (jamning). Цей процес може бути повним (utjamning), тобто голосні стають ідентичними (наприклад, veranørront → varratrøn. /ˈʋɑɾɑ/; værebm. /ˈʋæːɾə/, verenn. /ˈʋeːʀə/), або частковим (tiljamning), тобто голосні стають ближчими один до одного за певними ознаками, наприклад, округленням або довжиною, але залишаються різними (наприклад, vikanørront → vekkosunnm. /ˈʋeku/; ukebm. /ˈʉːkə/, vekenn. /ˈʋeːkə/) Норвезька вокальна гармонія обмежена тими словами, кореневий склад яких у давньоскандинавській складався з короткого приголосного та короткого голосного.

#### Дифтонги
Норвезька мова має три фонематичних дифтонги: /œɪ æɪ æʉ/. Частота їх появи неоднакова між окремими діалектами — чим далі на схід, тим рідше трапляються дифтонги. Це є наслідком історичних процесів монофтонгізації, що відбувалися у східній частині країни. Крім трьох фонематичних дифтонгів, з середини ХХ століття спостерігається поява нових дифтонгів: /ɛɪ ɔɪ ɑɪ/, поширення яких обмежується запозиченнями. Деякі дослідники схильні сприймати норвезькі дифтонги як послідовність голосний + напівголосний [j w], подібно до данської.

### Приголосні
|              |              | Губні | Зубні/ Ясенні | Ретрофлексивні | Дорсальні | Гортанні |
| ------------ | ------------ | ----- | ------------- | -------------- | --------- | -------- |
| Носові       | Носові       | m     | n             |                | ŋ         |          |
| Проривні     | недзвінкі    | p     | t             |                | k         |          |
| Проривні     | дзвінкі      | b     | d             |                | ɡ         |          |
| Фрикативні   | недзвінкі    | f     | s             | ʂ              | ç         | h        |
| Апрокисманти | Апрокисманти | ʋ     | l             |                | j         |          |
| Ударні       | Ударні       |       | ɾ             | ɽ              |           |          |

Перелік норвезьких приголосних піддається значним діалектним коливанням. На фонематичному рівні відмінності стосуються реалізації ротичного приголосного, який на заході та півдні країни реалізується як глухий ([χ]) чи дзвінкий язичковий фрикативний ([ʁ]), або як дзвінкий язичковий дрижачий ([ʀ]), що перешкоджає його асиміляції з наступним приголосним і утворенню ретрофлексних приголосних замість кластерів, а також злиття фонем /ʂ/ і ç/ в один звук, зазвичай [ʃ~ʂ]. Таке явище стає все більш поширеним, особливо серед молоді. Проте процес злиття фонем /ʂ/ і /ç/ зустрічає певний соціальний спротив і має негативний характер.
На алофонічному рівні відмінності більші. Передусім вони стосуються:
- способу вимови групи приголосних rd, яка в треннелазькому, східно-норвезькому та в південних північно-норвезьких діалектах артикулюється як [ɽ], зазвичай називається «жирний l» (tjukk l). Його статус як фонеми є дискусійним через свідоме уникнення цього звуку при акуратній вимові[10];
- розподілу дзвінких і глухих проривних. У південних і південно-західних норвезьких діалектах вони озвучуються в позиції між голосними (леніція; kake «торт» → [ˈkɑːgə]; baker «пекар» → [ˈbɑːgæʁ]; piker «дівчата» → [ˈpiːgɵʁ]). Примітно, що подібний процес раніше траплявся в Данії;
- дисиміляція груп приголосних, подібно до ісландської. Це особливість сільських діалектів західної Норвегії. У результаті дисиміляції перший елемент подвоєння змінюється на ударний, що відповідає місцю творення (nn > [dn]: kunne [ˈkʉdnɑ], ll → [dl]: kalle [ˈkɑdlɑ], mm → [bm]: gammal [ˈgɑbmɑl])[19]. За аналогією цей процес часто поширюється на ретрофлексні приголосні, особливо [ɳ], який приймає вимову [dn]: barn [bɑdn][11];
- переддихання проривних приголосних[27].

### Просодія

#### Динамічний наголос
Норвезький динамічний наголос найчастіше падає на останній склад, який закритим (структура CVC) або містить довгий голосний (структура CVː) - kaste, stryke. Це правило стосується насамперед рідної лексики. Є три основних винятки:
- у похідних, утворених додаванням префікса рідного походження, наголос може падати на префікс (forstand, unngå, vantru, ale forsøk, unnvike, vanhelse)[19];
- динамічний наголос ніколи не падає на запозичені з нижньонімецької мови префікси an-, be- та ge-, які також часто сприймаються як частина кореня, а не словотвірної морфеми[28].
- у латинізмах і галліцизмах зазвичай зберігається місце наголосу з мови оригіналу (professor, informasjon, kafé, klisjé)[24].

Трапляється випадок проклітики чи енклітики, особливо коли вираз не маркований емоційно чи стилістично.

#### Тонічний наголос

Тон 1 і 2 (Осло)

Тон і 1 2 (Берген)

Хоча тонічний наголос спостерігається в норвезькій, не можна сказати, що він важливий. Про це свідчить, з одного боку, невелика кількість мінімальних пар, які можна було б розрізнити лише за цією ознакою, і ще менша кількість таких мінімальних пар. які контекстуально важко розрізнити і, з іншого боку, їх зникнення в багатьох діалектах північної Норвегії та району Гордаланн. Походження норвезького та шведського тонічного наголосів, а також, найімовірніше, спорідненого з цим датського stød, не було повністю пояснено. У норвезькій мові є два тони, фонетична реалізація яких відрізняється в різних регіонах. У західних діалектах тон 1 починається з високого рівня на наголошеному складі й опускається в подальших сегментах висоти, а тон 2 починається з низького рівня на наголошеному складі й лише трохи знижується в наступних сегментах висоти звуку. У східних діалектах тон 1 починається з високого наголошеного складу, трохи знижується, а потім знову підвищується в наступних сегментах висоти, тоді як тон 2 починається так само високо, але значно падає, перш ніж знову підвищуватися. У діалектах без тонального протиставлення інтонація слова близька до західнонорвезької тональності 1. У тонічних діалектах різниця між тонами може бути розмитою в емоційно або стилістично забарвленій вимові.
Не всі діалекти мають тони. Тони відсутні в діалектах навколо Бергена, а також у кількох діалектах Північної Норвегії від Тромсьо та ще на північ. Обидві ці території є областями, які мали великий ступінь мовного контакту з іншими мовами, і в будь-якому випадку для Північної Норвегії фінський і саамський субстрат, ймовірно, є причиною відсутності тонів.

## Граматика

### Загальна характеристика
Норвезька — мова зі слабко розвиненою, спрощеною флексією, але в той же час з активним словотворенням. Належить до аналітичних синтетичних мов. Тенденція до поступового відходу від позначення граматичних категорій у германській мовній сім’ї не є новою; вона вже була продемонстрована дуже рано в засвідченій готській мові, в якій були відсутні окремі форми для місцевого, орудного та відкладного відмінків. Тоді ж з'явилися специфічні для цієї сім'ї новотвори, наприклад аблаут кореневої голосної у дієслові, які різною мірою збереглися донині. Морфологічна консервація норвезької мови низька, що призводить до досить жорсткого порядку слів у реченні. Синтаксичні правила, що схожі на сучасні, виникли в часи Середньовіччя. Схожий синтаксис застосовуються до інших континентальних скандинавських мов — завдяки більшій морфологічній консервації ісландська та фарерська допускають більшу свободу в структурі речень.

### Словозміна

#### Дієвідмінювання
Норвезькі дієслова відмінюються за часом (теперішній/«минулий» і минулий) і способом (дійсний, наказовий, деякі дієслова також суб'єктний). Крім того, деякі дієслова також мають зворотно-пасивну форму (норв. s(t)-passiv), у деяких випадках граматикалізовану. Зникла змінюваність за окремими особами; числова флексія збереглася в деяких діалектах, але жоден із сучасних варіантів письмової мови не допускає її в правописі. Крім того, норвезьке дієслово має три безособові форми: інфінітив, дієприкметник теперішнього часу та дієприкметник минулого часу, остання з яких використовується для створення аналітичних форм часу перфект і власного пасивного стану. Як і в інших германських мовах, дієслова можуть бути сильними, тобто їх відмінювання може передбачати заміну кореневої голосної (залишок індоєвропейської апофонії), або слабкими, тобто їх відмінювання передбачає додавання відповідного суфікса. Існує також невелика група питомих дієслів, які отримують суфікс умляуту при відмінюванні, а також (у букмолі) запозичені з нижньонімецької мови з їхнім умляутом. Відмінювання у нюношку більш консервативне.

##### Букмол
| Слабке дієслово група а | Активний стан | kast-er   | kast-et kast-a     | kast-∅ | (kast-e) | å kast-e    | kast-ende | kast-et kast-a | kast-ete kast-ede kast-a |
| Слабке дієслово група а | Пасивний стан | kast-es   | (kast-ets kast-as) | –      | –        | (å kast-es) | –         | –              | –                        |
| Слабке дієслово гр. приг. дзв. | Активний стан | lev-er    | lev-de             | lev-∅  | lev-e    | å lev-e     | lev-ende  | lev-d          | lev-de                   |
| Слабке дієслово гр. приг. дзв. | Пасивний стан | lev-es    | lev-des            | –      | –        | (å lev-es)  | –         | –              | –                        |
| Слабке дієслово гр. приг. гл. | Активний стан | lys-er    | lys-te             | lys-∅  | (lys-e)  | å lys-e     | lys-ende  | lys-t          | lys-te                   |
| Слабке дієслово гр. приг. гл. | Пасивний стан | lys-es    | (lys-tes)          | –      | –        | (å lys-es)  | –         | –              | –                        |
| Слабке дієслово група nd | Активний стан | hend-er   | hend-te            | hend-∅ | (hend-e) | å hend-e    | hend-ende | hend-t         | hend-te                  |
| Слабке дієслово група nd | Пасивний стан | hend-es   | (hend-tes)         | –      | –        | (å hend-es) | –         | –              | –                        |
| Слабке дієслово група j | Активний стан | spør-Ø    | spur-te            | spør-∅ | (spur-e) | å spør-re   | spør-ende | spur-t         | spur-te                  |
| Слабке дієслово група j | Пасивний стан | spør-s    | spur-tes           | –      | –        | (å spør-es) | –         | –              | –                        |
| Слабке дієслово група голосн. | Активний стан | bo-r      | bo-dde             | bo-∅   | (bo-∅)   | å bo-∅      | bo-ende   | bo-dd          | bu-dde                   |
| Слабке дієслово група голосн. | Пасивний стан | (bo-es)   | (bo-ddes)          | –      | –        | (å bo-es)   | –         | –              | –                        |
| Сильне дієслово | Активний стан | bryt-er   | brøt-∅             | bryt-∅ | (bryt-e) | å bryt-e    | bryt-ende | brut-t         | brut-te                  |
| Сильне дієслово | Пасивний стан | (bryt-es) | (brøt-es)          | –      | –        | (å bryt-es) | –         | –              | –                        |
| Неправильне дієслово | Активний стан | er        | var                | vær    | være     | å være      | vær-ende  | vær-t          | vær-te                   |
| Неправильне дієслово | Пасивний стан | –         | –                  | –      | –        | –           | –         | –              | –                        |
| å kaste — «кидати»; å leve — «жити»; å lyse — «світити»; å hende — «відбуватися»; å spørre — «питати»; å bo — «жити»; å bryte — «ламати»; å være — «бути» |               |           |                    |        |          |             |           |                |                          |

##### Нюношк
| Зразок відмінювання | Стан          | Особова форма   | Особова форма  | Особова форма    | Особова форма  | Безособова форма      | Безособова форма        | Безособова форма        | Безособова форма        | Безособова форма        | Безособова форма        |
| Зразок відмінювання | Стан          | Дійсний спосіб  | Дійсний спосіб | Наказовий спосіб | Кон'юктив      | Інфінітив             | Дієприкметник теп. часу | Дієприкметник мин. часу | Дієприкметник мин. часу | Дієприкметник мин. часу | Дієприкметник мин. часу |
| Зразок відмінювання | Стан          | «Неминулий» час | Минулий час    | Наказовий спосіб | Теперішній час | Інфінітив             | Дієприкметник теп. часу | ч. р.                   | ж. р.                   | с. р.                   | мн. + означена форма    |
| --- | ------------- | --------------- | -------------- | ---------------- | -------------- | --------------------- | ----------------------- | ----------------------- | ----------------------- | ----------------------- | ----------------------- |
| Слабке дієслово група a | Активний стан | kast-ar         | kast-a         | kast-∅           | (kast-e)       | å kast-e å kast-a     | kast-ande               | kast-a                  | kast-a                  | kast-a                  | kast-a                  |
| Слабке дієслово група a | Пасивний стан | kast-est        | –              | –                | –              | å kast-ast            | –                       | –                       | –                       | –                       | –                       |
| Слабке дієслово гр. приг. дзв. | Активний стан | lev-er          | lev-de         | lev-∅            | lev-e          | å lev-e å lev-a       | lev-ande                | lev-d                   | lev-d                   | lev-t                   | lev-de                  |
| Слабке дієслово гр. приг. дзв. | Пасивний стан | (lev-est)       | –              | –                | –              | (å lev-ast)           | –                       | –                       | –                       | –                       | –                       |
| Слабке дієслово гр. приг. гл. | Активний стан | lys-er          | lys-te         | lys-∅            | (lys-e)        | å lys-e å lys-a       | lys-ande                | lys-t                   | lys-t                   | lys-t                   | lys-te                  |
| Слабке дієслово гр. приг. гл. | Пасивний стан | lys-est         | –              | –                | –              | å lys-ast             | –                       | –                       | –                       | –                       | –                       |
| Слабке дієслово група d | Активний стан | arbeid-er       | arbeid-de      | arbeid-∅         | arbeid-e       | å arbeid-e å arbeid-a | arbeid-ande             | arbeid-d                | arbeid-d                | arbeid-t                | arbeid-de               |
| Слабке дієслово група d | Пасивний стан | (arbeid-est)    | –              | –                | –              | (å arbeid-ast)        | –                       | –                       | –                       | –                       | –                       |
| Слабке дієслово група nd | Активний стан | hend-er         | hend-e         | hend-∅           | (hend-e)       | å hend-e å hend-a     | hend-ande               | hend-∅                  | hend-∅                  | hen-t                   | hend-e                  |
| Слабке дієслово група nd | Пасивний стан | (hend-est)      | –              | –                | –              | (å hend-ast)          | –                       | –                       | –                       | –                       | –                       |
| Слабке дієслово група j | Активний стан | spør-Ø          | spur-de        | spør-∅           | (spur-e)       | å spør-je å spør-ja   | spør-jande              | spur-d                  | spur-d                  | spur-t                  | spur-de                 |
| Слабке дієслово група j | Пасивний стан | spør-st         | –              | –                | –              | å spør-jast           | –                       | –                       | –                       | –                       | –                       |
| Слабке дієслово група голосн. | Активний стан | bu-r            | bu-dde         | bu-∅             | (bu-∅)         | å bu-∅                | bu-ande                 | bu-dd                   | bu-dd                   | bu-tt                   | bu-dde                  |
| Слабке дієслово група голосн. | Пасивний стан | (bu-est)        | –              | –                | –              | (å bu-ast)            | –                       | –                       | –                       | –                       | –                       |
| Сильне дієслово | Активний стан | bryt-∅          | braut-∅        | bryt-∅           | (bryt-e)       | å bryt-e å bryt-a     | bryt-ande               | brot-en                 | brot-en                 | brot-e                  | brot-ne                 |
| Сильне дієслово | Пасивний стан | (bryt-est)      | –              | –                | –              | (å bryt-ast)          | –                       | –                       | –                       | –                       | –                       |
| Неправильне дієслово | Активний стан | er              | var            | ver              | vere           | å vere å vera         | ver-ande                | vor-en                  | vor-en                  | vor-e                   | vor-ne                  |
| Неправильне дієслово | Пасивний стан | –               | –              | –                | –              | –                     | –                       | –                       | –                       | –                       | –                       |
| å kaste — «кидати»; å leve «жити»; å lyse — «світити»; å arbeide — «працювати»; å hende — «відбуватися»; å spørje — «питати»; å bu — «жити»; å bryte — «ламати»; å vere — «бути» |               |                 |                |                  |                |                       |                         |                         |                         |                         |                         |

#### Словозміна іменників
У норвезькій мові флексійні закінчення позначають такі граматичні категорії: число (однина або множина), рід (чоловічий, жіночий і середній) і означеність (означена та неозначена форми). Крім того, особові займенники мають форму залежного відмінка, а прикметники та прислівники мають ступені. У деяких діалектах означені іменники можуть мати окрему форму давального відмінка, як у стандартній румунській.
Розрізнення між чоловічим і жіночим родом є необов’язковим у букмолі; в деяких діалектах форми, що позначають їх, злилися в одну (спільний рід), що додатково посилилося пізнішим данським впливом — данська мова має спільний і середній роди. Уникання форм жіночого роду часто відбувається свідомо, оскільки вживання спільного роду здавна асоціювалося з мовленням освіченого міського населення. Наразі Норвезька мовна рада рекомендує використовувати артикль жіночого роду для букмолського стандарту, коли референтом даного слова є жінка (наприклад, jente «дівчина», kone «дружина», tulle «маленька дівчинка» тощо). У нюношк спільного роду нема, а свобода вибору артикля поширюється лише на вузьку групу слів.
| Відмінювання норвезького іменника – букмол | Відмінювання норвезького іменника – букмол              | Відмінювання норвезького іменника – букмол                        | Відмінювання норвезького іменника – букмол | Відмінювання норвезького іменника – букмол     |
| Рід                                        | Однина                                                  | Однина                                                            | Множина                                    | Множина                                        |
| Рід                                        | неозначена                                              | означена                                                          | неозначена                                 | означена                                       |
| ------------------------------------------ | ------------------------------------------------------- | ----------------------------------------------------------------- | ------------------------------------------ | ---------------------------------------------- |
| чоловічий                                  | en gutt en venn en fot en far en ting en sko            | gutten vennen foten faren tingen skoen                            | gutter venner føtter fedre ting sko        | guttene vennene føttene fedrene tingene skoene |
| жіночий                                    | ei/en seng ei/en jente ei/en mening ei/en elv ei/en mor | senga/sengen jenta/jenten meininga/meningen elva/elven mora/moren | senger jenter meninger elver mødre         | sengene jentene meningene elvene mødrene       |
| середній                                   | et hus et barn et møte et øye et hjerte                 | huset barnet møtet øyet hjertet                                   | hus barn møter øyne hjerter                | husene barna møtene øynene hjertene або hjerta |

| Відмінювання норвезького іменника – нюношк | Відмінювання норвезького іменника – нюношк                 | Відмінювання норвезького іменника – нюношк | Відмінювання норвезького іменника – нюношк     | Відмінювання норвезького іменника – нюношк           |
| Рід                                        | Однина                                                     | Однина                                     | Множина                                        | Множина                                              |
| Рід                                        | неозначена                                                 | означена                                   | неозначена                                     | означена                                             |
| ------------------------------------------ | ---------------------------------------------------------- | ------------------------------------------ | ---------------------------------------------- | ---------------------------------------------------- |
| чоловічий                                  | ein gutt ein ven ein fot ein far ein ting ein sko          | guten venen foten faren tingen skoen       | guttar vener føter fedrar ting skor            | guttane venene føtene fedrane tinga skorne           |
| жіночий                                    | ei seng ei jente ei meining ei elv ei mor                  | senga jenta meininga elva mora             | senger jenter meiningar elvar або elver mødrer | sengene jentene meiningane elvane або elvene mødrene |
| середній                                   | eit hus eit barn eit møte eit auge або eit auga eit hjarta | huset barnet møtet auget або auga hjarta   | hus born або barn møte augo hjarto             | husa borna або barna møta augo hjarto                |

Прикметники відмінюються так само, як і дієприкметники — за родом, числом і означеністю. У правильних прикметників означена форма завжди дорівнює формі множини, а форма жіночого роду завжди дорівнює формі чоловічого роду. Крім того, вони мають три ступені, а форма середнього роду відповідає дієприкметниковому прислівнику. Більшість прикметників відмінюються за правилами, наведеними в таблиці нижче.
| Відмінювання прикметника | Відмінювання прикметника | Відмінювання прикметника | Відмінювання прикметника | Відмінювання прикметника | Відмінювання прикметника | Відмінювання прикметника | Відмінювання прикметника |
| Закінчення прикм.        | букмол                   | букмол                   | букмол                   | Закінчення прикм.        | нюношк                   | нюношк                   | нюношк                   |
| Закінчення прикм.        | ч. i ж. р.               | сер. р.                  | мн. i озн. ф.            | Закінчення прикм.        | ч. i ж. р.               | сер. р.                  | мн. i озн. ф.            |
| ------------------------ | ------------------------ | ------------------------ | ------------------------ | ------------------------ | ------------------------ | ------------------------ | ------------------------ |
| -∅                       | fin stygg                | fint stygt               | fine stygge              | -∅                       | fin stygg                | fint stygt               | fine stygge              |
| -ig, -lig                | kunstig vanskelig        | kunstig vanskelig        | kunsitige vanskelige     | -ig, -leg                | kunstig vanskeleg        | kunstig vanskeleg        | kunstige vanskelege      |
| -sk                      | fersk norsk              | ferskt norsk             | ferske norske            | -sk                      | fersk norsk              | ferskt norsk             | ferskt norskt            |
| -V                       | blå fri                  | blått fritt              | blå(e) frie              | -V                       | blå fri                  | blått fritt              | blå(e) frie              |
| -en                      | åpen                     | åpent                    | åpne                     | -en                      | open                     | ope                      | opne                     |
| -t                       | hvit                     | hvitt                    | hvite                    | -t                       | kvit                     | kvitt                    | kvite                    |

| Ступені порівняння       | Ступені порівняння       | Ступені порівняння                 | Ступені порівняння             | Ступені порівняння        | Ступені порівняння                  | Ступені порівняння                  | Ступені порівняння |
| Варіант                  | букмол                   | букмол                             | букмол                         | нюношк                    | нюношк                              | нюношк                              |                    |
| Варіант                  | нульовий ступінь         | вищий ступінь                      | найвищий ступінь               | нульовий ступінь          | вищий ступінь                       | найвищий ступінь                    |                    |
| ------------------------ | ------------------------ | ---------------------------------- | ------------------------------ | ------------------------- | ----------------------------------- | ----------------------------------- | ------------------ |
| проста форма             | fin stygg                | finere styggere                    | finest styggest                | fin stygg                 | finare styggare                     | finast styggast                     |                    |
| форма з синкопою         | enkel vakker             | enklere vakrere                    | enklest vakrest                | enkel vakker              | enklare vakrare                     | enklast vakrast                     |                    |
| -ig, -lig/-leg -som/-sam | kunstig vanskelig morsom | kunstigere vanskeligere morsommere | kunstigst vanskeligst morsomst | kunstig vanskeleg morosam | kunstigare vanskelegare morosammare | kunstigast vanskelegast morosammast |                    |
| аналітична форма         | moderne mystisk          | mer moderne mer mystisk            | mest moderne mest mystisk      | moderne mystisk           | meir moderne meir mystisk           | mest moderne mest mystisk           |                    |

Виключення:
Букмол
- Liten «маленький» і annen «інший» відмінюються по власним правилам.
- Прикметники із закінченнями -e та -ete, а також прикметник bra «хороший» не відмінюються.
- у ступенях порівняння прикметники ung «молодий», stor «великий», tung «важкий», lang «довгий» і прислівник få «кілька» змінюють кореневу голосну, а прикметники god «добрий», vond «поганий» , gammel «старий» і прислівники mange «багато» і mye «багато» мають додатковий суплетивізм.

Нюношк
- Liten «маленький» і annan «інший» відмінюються по власним правилам.
- Прикметники із закінченнями -а, -e та -ete, а також прикметник bra «хороший» не відмінюються.
- у ступенях порівняння прикметники ung «молодий», stor «великий», tung «важкий», lang «довгий» і прислівник få «кілька» змінюють кореневу голосну, а прикметники god «добрий», vond «поганий» , gamal «старий» і прислівники mange «багато» і mykje «багато» мають додатковий суплетивізм.

У межах іменників змінюються також особові, неозначені та вказівні займенники. Залишки давньоскандинавського відмінювання збереглися в особистих займенниках — подібно до багатьох інших мов, у яких флексія зникає, і тут збереглися залежні форми, які в даному випадку є продовжувачами знахідних відмінків. Проте в деяких говірках спостерігається поступове злиття підметових і залежних форм.

### Синтаксис

#### Стверджувальне речення
Норвезький синтаксис переважно має порядок слів SVO. Підмет займає початкову позицію речення, за ним йде присудок, а потім об’єкт. Як і багато інших германських мов, вона дотримується правила V2, яке означає, що кінцеве дієслово незмінно є другим елементом у реченні:
Jeg spiser fisk i dag
Я їм рибу сьогодні.
Jeg vil drikke kaffe i dag
Я хочу випити кави сьогодні.

#### Заперечення
Заперечення в норвезькій мові виражається словом ikke, яке буквально означає «ні» і практично завжди стоїть після дієслова. Винятком є складні речення.
Hunden kom ikke tilbake med ballen.
Собака не повернеться з м'ячем.
Det var hunden som ikke kom tilbake.
Це був собака, що не повернувся.

#### Запитання
Питання створюються за допомогою інверсії, яка передбачає розміщення присудка на першій позиції в реченні, або шляхом додавання питального займенника — тоді присудок залишається на другій позиції:
Kommer du i morgen?
Прийдеш вранці?
Hva er det du leser?
Що ти читаєш?

## Абетка
Норвезька абетка ґрунтується на латинській і є ідентичною данській. Містить 29 букв, це 26 літер латинського алфавіту та букви Ææ, Øø, Åå. Літери Qq, Ww, Xx, Zz трапляються лише в іноземних словах.
| Буква | Назва (МФА)     | Вимова (МФА)              | Приблизна українська вимова              |
| ----- | --------------- | ------------------------- | ---------------------------------------- |
| A a   | /ɑː/            | /ɑ, ɑː/                   | а                                        |
| B b   | /be/            | /b/                       | б                                        |
| C c   | /seː/           | /s/                       | с                                        |
| D d   | /deː/           | /d/                       | д                                        |
| E e   | /eː/            | /ɛ, eː, æ, æː, ə/         | е                                        |
| F f   | /ɛf/            | /f/                       | ф                                        |
| G g   | /ɡeː/           | /ɡ/; /j/ перед /i/ та /y/ | ґ; й                                     |
| H h   | /hɔː/           | /h/                       | г                                        |
| I i   | /iː/            | /ɪ, iː/                   | и; і                                     |
| J j   | /jeː/ або /jɔd/ | /j/                       | й                                        |
| K k   | /kʰɔː/          | /k/; /ç/ перед /i/ та /y/ | к; дуже помʼякшена х (нім. ich)          |
| L l   | /ɛl/            | /l/                       | л                                        |
| M m   | /ɛm/            | /m/                       | м                                        |
| N n   | /ɛn/            | /n/                       | н                                        |
| O o   | /uː/            | /u; o; ɔ/                 | у; о перед наголошеною /u/ (голу́бка); о  |
| P p   | /pʰeː/          | /p/                       | п                                        |
| Q q   | /kʰʉː/          | /k/                       | к                                        |
| R r   | /æɾ/            | /ɾ/                       | р                                        |
| S s   | /ɛs/            | /s/                       | с                                        |
| T t   | /tʰeː/          | /t/                       | т                                        |
| U u   | /ʉː/            | /ʉ; u/                    | середнє між у та и (рос. ы); у           |
| V v   | /ʋeː/           | /ʋ/                       | в перед голосним переднього ряду (вікно) |
| W w   | /dɔbeltʋeː/     | /ʋ/                       | ідентично V                              |
| X x   | /ɛks/           | /ks/                      | кс                                       |
| Y y   | /yː/            | /ʏ, yː/                   | огублене и                               |
| Z z   | /sɛt/           | /s/                       | с                                        |
| Æ æ   | /æː/            | /æ, ɛ/                    | е                                        |
| Ø ø   | /øː/            | /ø/                       | огублене е (льон)                        |
| Å å   | /ɔː/            | /ɔ/                       | о                                        |

Букви c, q, w, x, z використовують тільки в запозиченнях. Коли чужизм асимілюється в норвезькій мові, його запис змінюється відповідно до вимови й принципів норвезької ортографії: початкова zebra «зебра» записується як sebra. Перелічені букви також використовують у деяких норвезьких прізвищах через історичні причини.
Деякі букви можуть писати з діакритикою: é, è, ê, ó, ò, ô. У новонорвезькій також трапляються ì, ù та ỳ. Діакритичні знаки не обовʼязкові, але в деяких випадках можуть використовувати для розрізнення омонімів: for «для/до», fór «пішов», fòr «борозна» та fôr «корм». Запозичення можуть писати і з іншими діакритиками: ü, á, à.

## Лексика

### Германізми

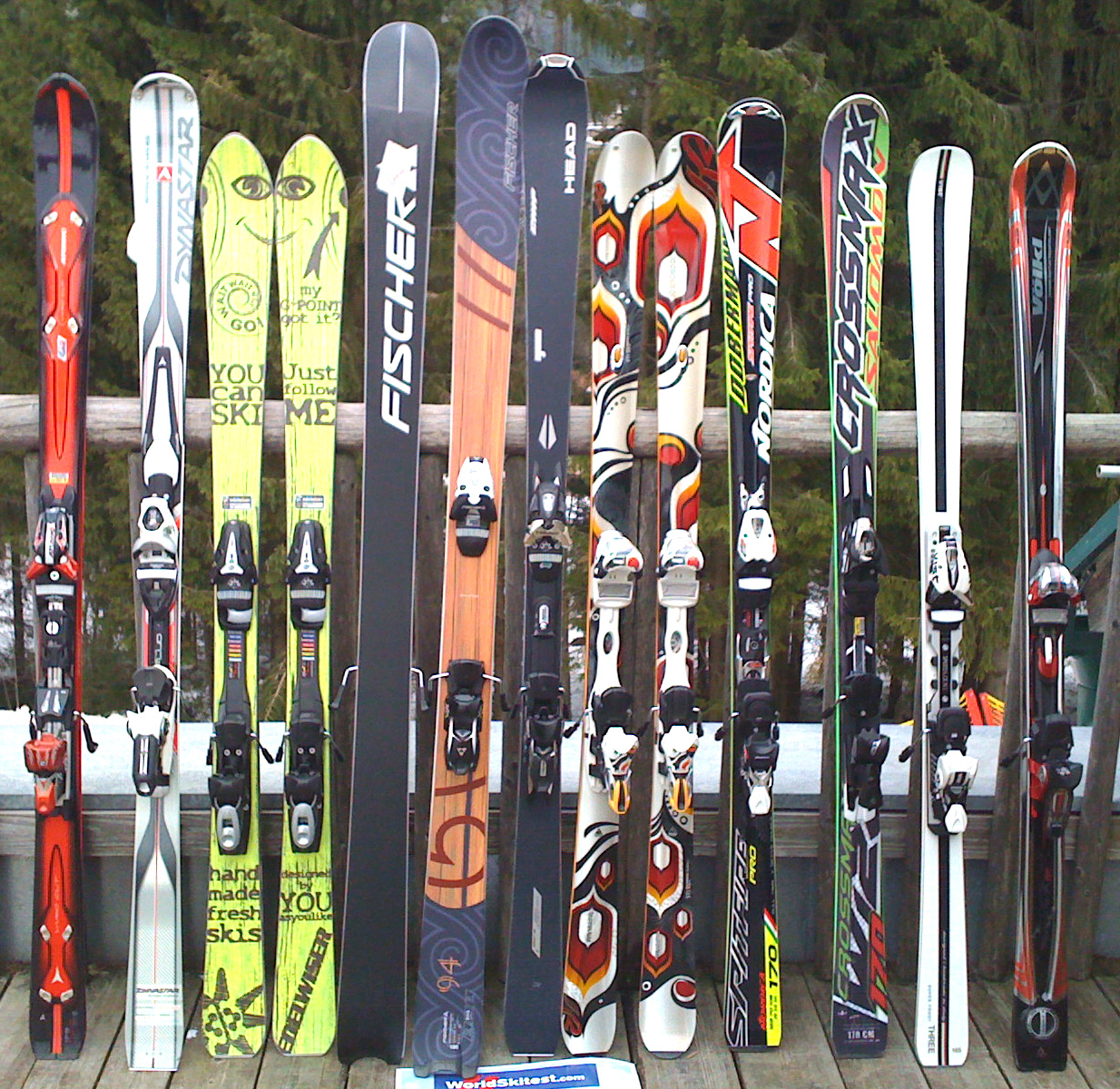
Ski — норвезьке слово «ski», що означає «лижі», було запозичено багатьма мовами.

Кістяк норвезької лексики складають слова германського походження — продовжувачі давньоскандинавської лексики та запозичення з нижньо- та верхньонімецькою етимологією. Значна частина обох типів германізмів походить із Середньовіччя і пов’язана з комерційним пануванням Ганзи в басейні Балтійського моря та Скандинавії; іншомовні лексичні одиниці з'являються в усіх сферах, зокрема в торгівельній (frakt «фрахт», å handle «торгувати», å regnebm./å reknenn. «рахувати» тощо), придворній (frøken «панночка», greve «граф», hof «двір», krone «корона» тощо), адміністративній (borgerbm./borgarnn. «громадянин», fullmakt «влада», toll «мито» тощо), військовій (å erobre «завоювати», krig «війна», å plundre «плюндрувати») і морській (fartøy «човен», kyst «узбережжя», styrbord «правий борт»), а також у базовій лексиці — багато дієслів мають німецьке походження (å begynne «починати», å bli «ставати», å forstå «розуміти», å føle «чути», å samle «збирати», å øve «практикуватися» тощо), прикметників (billigbm./billegnn. «дешевий», enkel «простий», falsk «фальшивий», forsiktig «обережний», kort «короткий», svak «слабкий» тощо) і навіть службових слів (dog «проте», forbi «близько», samt «і, більш того», veldig «дуже»). Багато з них також зустрічаються у шведській та данській мовах, хоча можуть бути певні стилістичні чи історичні відмінності. Наприклад, «місто» в норвезькій мові позначається словом by, що є продовженням давньоскандинавського býr «ферма», а в шведській мові на це є запозичення stan. Дієслово «почати» в букмолі є запозиченним begynne, водночас як у шведській збережено börja. У нюношку, заснованому на сільських діалектах, уникання лексики німецького походження є елементом свідомої пуристичної мовної політики.

### Англіцизми
Сьогодні багато англійських слів і виразів запозичено загалом скандинавськими мовами, наприклад, у сфері комп’ютерних наук (maskinvare «апаратне забезпечення», programvare «програмне забезпечення», PC «персональний комп'ютер»), нафтової промисловості (offshore «офшор»), спорту (trener «тренер», team «команда», hjørne «корнер»), масової культури, торгівлі, сервісу тощо. Багато продуктів мають англійські назви: juice, milkshake, chips, jeans, tape тощо. Багато магазинів, компаній і ресторанів також отримують іноземну назву. Англійські слова та назви не відповідають норвезькій граматиці, ні фонології, ні морфології, ні орфографії, наприклад такі слова, як slacks, chips, jeans та fans. Для деяких слів Норвезька мовна рада запропонувала альтернативні варіанти написання, як-от jus «сік», sørvis «обслуговування», keitering «кейтеринг» і teip «клейка стрічка», однак деякі з норвезьких варіантів написання не використовуються дуже часто.

### Новотвори
Новотвори норвезької мови створюється за допомогою афіксів, які змінюють значення даного слова (-he(i)t — утворює абстрактні іменники від прикметників: hemmeligbm./hemmelegnn. «прихований» → hemmelighetbm./hemmelegheitnn. «таємниця»), складеності, тобто поєднання слів для створення нового (svart «чорний» + sjuk «хворий» → svartsjuk «заздрісний»), а також запозичення (англ. tough → tøff «важкий»). Дослідження показують, що сприйняття англійських запозичень серед молодих норвежців є низьким, і наявність численних запозичень з цієї мови для них не є проблемою. У словотворі спостерігаються дещо різні тенденції залежно від регіону, а в орфографії також від вибору письмового мовного варіанту: діалекти, пов’язані з сільською місцевістю, і, отже, засновані на них нюношку, уникають морфем іншомовного походження, таких як an-, be- чи -else. Норвезькі орфографічні правила вимагають, щоб складні слова писалися разом, подібно до німецької, але неофіційно поширеним є розділове написання. Список неологізмів опубліковано в журналі Språknytt, який видає Норвезька мовна рада.

### Норвегізми
Через обмежене політичне значення Норвегії протягом її історії, а також через її географічне периферійне розташування, норвезька мова не мала істотного впливу на інші мови. У саамських мовах можна спостерігати певну кількість запозичень. В українській мові складно виділити норвегізми, оскільки більшість лексики північногерманських народів попало до нас до виникнення норвезької мови як такої. Безпосередньо запозичено, наприклад, слово фіорд.

## Діалекти

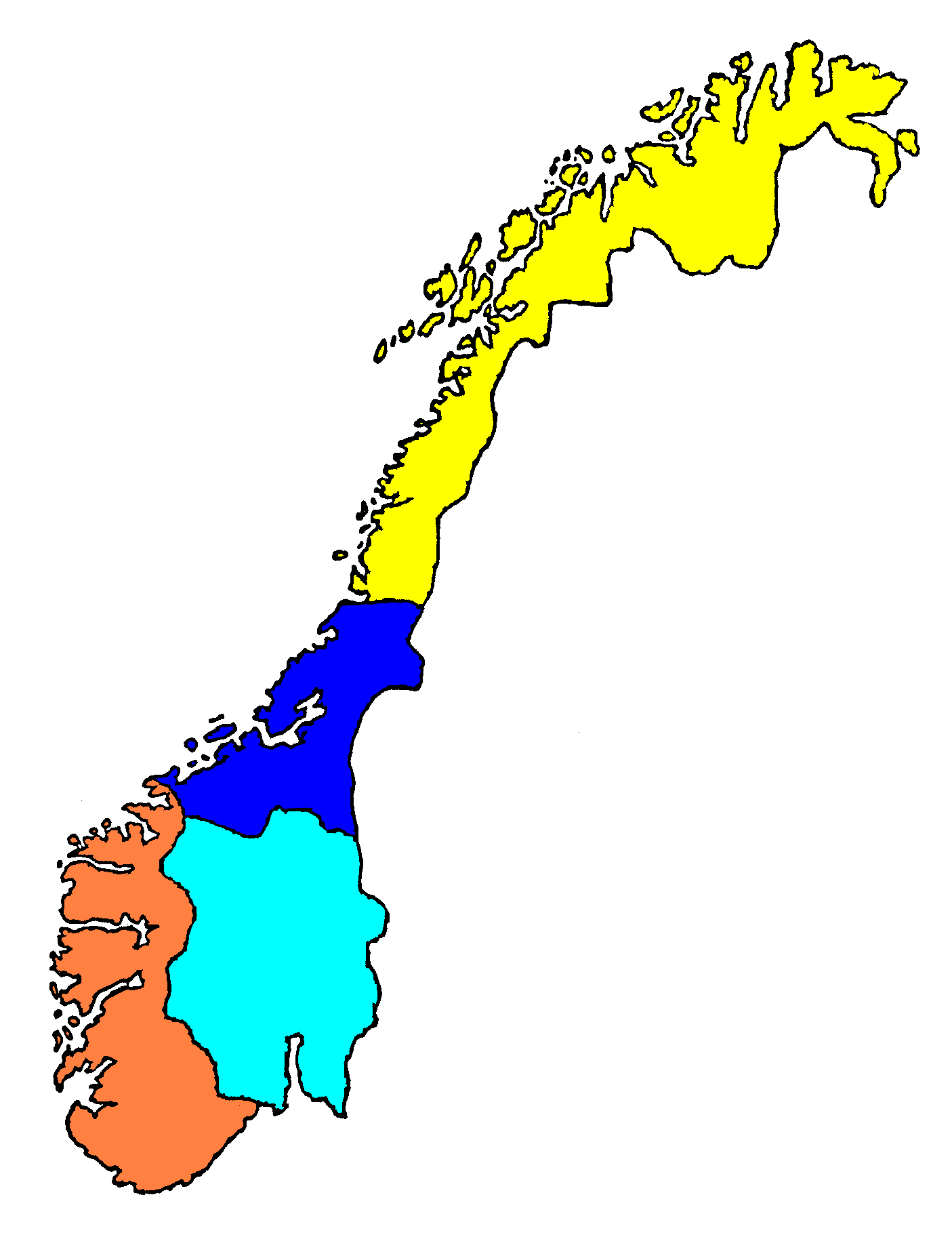
Норвезькі діалекти
Південнонорвезький діалект
Східнонорвезький діалект
Треннелазький діалект
Північнонорвезький діалект

Існує чотири основні норвезькі діалекти:
- північнонорвезький (nordnorsk) — вживаний у північній частині країни (Фіннмарк, Нурланн і Тромсьо, північна частина колишнього фюльке Нур-Треннелаг);
- треннелазький (trøndersk) — вживаний у центральній частині країни (Сер-Треннелаг, південна частина Нур-Треннелаг, північна частина Мере-ог-Ромсдал, Ємтланд, Гер'єдален);
- східнонорвезький (østlandsk/austlandsk) — вживаний у східній частині країни та в Богуслені;
- південнонорвезький (vestlandsk) — вживаний на південному заході Норвегії.

Вищевказаний поділ є найпоширенішим, хоча інколи дослідники розрізняють від двох до шести різних діалектів. Окремі діалекти відрізняються насамперед лексикою та вимовою, тоді як морфологічні та синтаксичні відмінності менші та значно рідші. Ізоглоса між східним і західним діалектами вважається вирішальною, оскільки вона стосується багатьох ознак, які дозволяють відрізнити обидва мовні варіанти один від одного. До них належать: закон тяжіння складу (jamvekt; зустрічається у східному діалекті, а не в західному), наявність «жирного l» (присутній на Сході, а не на Заході), відмінність у реалізації тонічного наголосу (на Заході - низький тон, на Сході - високий тон) і наявність увулярного ротичного приголосного (є на Заході, а не на Сході).
Сучасні діалектні відмінності, найімовірніше, почали розвиватися в давньоскандинавській; це говорить про наявність в ісландській і фарерській мовах фонетичних особливостей, характерних для регіонів, звідки прибули колонізатори островів. В даний час, однак, діалектні відмінності дещо згладжуються. Це пов’язано з причинами, які часто є лише опосередковано лінгвістичними або повністю позамовними, такими як глобалізація, урбанізація або вплив письма на мовлення тощо. У Норвегії особливо спостерігається експансія міських діалектів у сільську місцевість та вирівнювання діалектних відмінностей.
Важливо зазначити, що букмол і нюношк не є діалектами норвезької мови, а є варіантами писемності. Мало норвежців наближають свою вимову до письмових стандартів; суто офіційна мова превалює на державному радіо і телебаченні, наприклад NRK. А також під час викладання норвезької мови як іноземної.
Сьогоднішньою тенденцією є регіоналізація діалектів, що призводить до зникнення дрібніших діалектних ознак і злиття сільських діалектів із найближчим більшим діалектним різновидом. Діалекти також є сферою гумору як у професійних, так і в побутових ситуаціях.

## Передача українською мовою
- Інструкція з передачі українською мовою географічних назв і термінів Норвегії (Затверджено наказом Державної служби геодезії, картографії та кадастру від 04 жовтня 2006 р. № 101)[54] — 34 стор.

Оскільки норвезька абетка ідентична данській, то див. також:
- Інструкція з передачі українською мовою географічних назв і термінів Данії (Затверджено наказом Державної служби геодезії, картографії та кадастру від 10 березня 2006 р. № 20)[55]

## Приклад
«Заповіт» Тараса Шевченка норвезькою мовою, переклад Сергія Халіпова: 
| Når jeg forlater denne verden Gjør en grav og legg meg På en slette vid og veldig I mitt land Ukraina, Slik at jeg fjellkjeder, høye, Daler og vindmøller, Kan tydelig se og høre Hvordan Dnjepr brøler. Når mot Svartehavet flyter Fiendenes kropper Fra Ukraina… dør jeg. Daler, stepper, høyder Alt forlater jeg og farer Opp til Gud allmektig Be til Gud, folk, men inntil da Kjenner ingen Gud jeg. Så begrav meg og gjør opprør, Lenkerne riv sønder Drep nå fiendene deres Og bli frie bønder. Når det blir en ny familie Hvor alle fri kan være Håper jeg at man meg skjenker Milde ord og kjære. |

### Використані джерела

#### Норвезькою
- Jan Terje Faarlund, Svein Lie, Kjell Ivar Vannebo. Norsk referansegrammatikk. // — Осло: Universitetsforlaget, 1997. 1223 с. ISBN 82-00-22569-0 (норв.)
- Jarle Rønhovd, Ole-Jørgen Johannessen. Norsk morfologi. // — Осло: Gyldendal, 1993. 163 с. ISBN 9788241702082 (норв.)
- Øivind Maurud. Nabospråksforståelse i Skandinavia. // — Осло: Nordiska Rådet, 1976. 200 с. ISBN 87-503-2037-8 (норв.)
- Kjell Venås. Dialekt og normaltalemåle. // — Осло: Apollon, 1998. 48 с. ISSN 0803-6926 (норв.)
- Arne Torp: Nordiske sprog i fortid og nutid. Sproglighed og sprogforskelle, sprogfamilier og sprogslægtskab. // — Копенгаген: Nordisk Ministerråd, 2004. 127 с. ISBN 92-893-1041-3 (норв.)
- Martin Skjekkeland. Dei norske dialektane: tradisjonelle særdrag i jamføring med skriftmåla. // — Осло: Høyskoleforlaget, 1997. 283 с. ISBN 9788276341034 (норв.)
- Gjert Kristoffersen. Kort innføring i norsk fonologi. // — Берген: UiB, 2015. 70 с. (норв.)
- Arne Vanvik. Norsk fonetikk. // — Осло: Universitetet i Oslo, 1979. 86 с., ISBN 9788299058407 (норв.)
- Ernst Håkon Jahr. Den Store dialektboka. // — Осло: Novus, 1990. 222 с. ISBN 8270991678 (норв.)
- Jan Ragnar Hagland. Gammalislandsk og gammalnorsk. // — Берген: Fagbokforlaget, 2013. 638 с. (норв.)
- Marit Aamodt Nielsen. Syntaktisk utvikling fra urnordisk til mellomnorsk. // — Осло: Fagbokforlaget, 2013. 598 с. ISSN 978-82-450-1109-8 (норв.)
- Anne Golden, Kirsti Mac Donald, Else Ryen. Norsk som fremmedspråk: grammatikk. // — Осло: Universitetsforlag, 2008. с. 304 ISBN 9788215012421 (норв.)
- Åse-Berit Strandskogen. Norsk fonetikk for utlendinger. // — Вид. 4-те. // — Копенгаген: Gyldendal, 1979. 188 с. ISBN 978-8205101074 (норв.)
- Agnete Nesse. Språkkontakt mellom norsk og tysk i hansatidens Bergen. // — Осло: Novus, 2002. 291 с. ISBN 9788270993536 (норв.)
- Ernst Håkon Jahr. Nordisk og nedertysk: språkkontakt og språkutvikling i Norden i seinmellomalderen. // — Осло: Novus, 1995. 198 с. ISBN 9788270992379 (норв.)
- Gunvor Sannerholt, Levald J. Aarhus. Moderne nynorsk ordforråd. // — Осло: Norspråk, 1992. 59 с. ISBN13 9788299262101 (норв.)

#### Англійською
- The Nordic Languages, ред. Oskar Bandle, Lennart Elmevik, Gun Widmark. // — Берлін: Walter de Gruyter, 2002. 1057 с. ISBN 9783110148763 (англ.)
- Theodora Bynon. Historical Linguistics. // — Кембридж: Cambridge University Press, 1977. 301 с. ISBN 9781139165709 (англ.)
- Wayne Harbert. The Germanic Languages. // — Кембридж: Cambridge University Press, 2007. 510 с. ISBN 9780511268854 (англ.)
- Gjert Kristoffersen. The Phonology of Norwegian. // — Вид. іл. передрук. — Оксофорд: Oxford University Press, 2000. 366 с. ISBN 9780198237655 (англ.)
- Eva Gårding, Gösta Bruce, Robert Bannert. Nordic Prosody: Papers from a Symposium, томи 15-18 // — Лунд: Lund University, 1978. с. 301 (англ.)

#### Німецькою
- Wolfgang Krause. Handbuch des Gotischen. // — Мюнхен: C. H. Beck, 1953. 306 с. ASIN B0039BU35O (нім.)
- Kurt Braunmüller, Willy Diercks. Niederdeutsch und die skandinavischen Sprachen. // — Гайдельберґ: Winter Verlag, 1993. 312 с. ISBN 9783825300371 (нім.)

#### Українською
- Ірина Сабор. «Правописна криза»: норвезький досвід // Ї. — 2004. — № 4. (укр.)

### Додаткові матеріали

#### Мовний конфлікт
- Oddmund Løkensgard Hoel. Nasjonalisme i norsk målstrid 1848-1865. // — Осло: Noregs forskingsråd, 1996. 418 с. ISBN 8212006956 (норв.)
- Arne Garborg. Den ny-norsk sprog, og nationalitetsbevaegelse. // — Християнія: Cammermeyer, 1877. 239 с. (норв.)
- Einar Haugen. Riksspråk og folkemål. Norsk språkpolitikk i det 20. århundre. // — Осло: Universitetsforlaget, 1969. 362 с. (норв.)
- Bodil Stenseth. En norsk elite : nasjonsbyggerne på Lysaker 1890-1940. // — Осло: Aschehoug, 1993. 193 с. ISBN 8203168574 (норв.)
- Øystein Sørensen. Bjørnstjerne Bjørnson og nasjonalismen. // — Осло: Cappelen, 1997. 265 с. ISBN 8202162408 (норв.)